# Риба (ТВ серија)
Риба (енгл. Reba) је америчка ТВ серија у којој главну улогу тумачи певачица кантри музике Риба Макентајер. Ауторка серије је Алисон М. Гибсон (енгл. Allison M. Gibson), а ова комедија ситуације говори о животу самохране мајке Рибе Харт (енгл. Reba Hart) и њеном односу са децом, зетом, бившим мужем и његовом садашњом супругом.

## Радња
Радња серије се одвија у Хјустону, у Тексас, у САД. Главни лик серије је Риба Харт, самохрана мајка троје деце, коју је бивши муж Брок Харт (енгл. Brock Hart) оставио како би се оженио младом и луцкастом Барбром Џин (енгл. Barbra Jean), са којом је имао авантуру. Иронично, иако Риба Барбру Џин сматра својим непријатељем, Барбра Џин Рибу види као свог најбољег (и јединог) пријатеља. Како се радња серије развија, Риба полако и на своју жалост схвата да јој се, упркос свим напорима да је мрзи, Барбра Џин допада и да је сматра пријатељем.
На почетку серије, Рибина ћерка, ученица четвртог разреда средње школе, Шајен Харт (енгл. Cheyenne Hart) остаје трудна и удаје се за оца свог нерођеног детета — Вана Монтгомерија (енгл. Van Montgomery), играча америчког фудбала, који је такође ученик четвртог разреда средње школе. Након што су га родитељи избацили из куће због тога што је решио да живи са Шајен, он се усељава у Рибину кућу и временом почиње да је гледа као мајку. Од пете сезоне серије, Риба и Ван постају партнери у трговини некретнинама.
Рибино и Броково друго двоје деце су Кира (енгл. Kyra), интелигентна и бунтовна тинејџерка са Рибином саркастичном цртом и Џејк (енгл. Jake), мали дечак који покушава да гледа своја посла окружен проблемима своје породице.

## Ликови
Име главног лика је првобитно требало да гласи Сали (енгл. Sally), а тако би гласио и назив саме серије. Име је у последњем тренутку промењено, зато што су продуценти сматрали да ће гледаоци реаговати боље уколико главна глумица у серији буде користила своје право име.
| Име                    | Оригинално име | Глумац                       |
| ---------------------- | -------------- | ---------------------------- |
| Риба Нел Харт          |                | Риба Макентајер              |
| Брок Енрол Харт        |                | Кристофер Рич                |
| Шајен Харт-Монтгомери  |                | Џоана Гарсија                |
| Ван Монтгомери         |                | Стив Хауи                    |
| Кира Еленор Харт       |                | Скарлет Померс               |
| Џејк Мичел Харт        |                | Мич Холман                   |
| Барбра Џин Букер-Харт  |                | Мелиса Питерман              |
| Елизабет Монтгомери    |                | Алина и Габријела Лебергер   |
| Хенри Чарлс Џизус Харт |                | Александер и Џексон Маклилан |
| Лори Ен Гарнер         |                | Парк Оверал                  |

## Награде
Серија је била номинована 12 пута, између осталог и за награде „Еми“ и „Златни глобус“. Награђена је трима наградама:
- Награда Избор народа за најбољег женског извођача у новој телевизијској серији — Риба Макентајер (2002)
- Награда младих уметника за најбоље извођење у ТВ комедији — гостујући млади глумац — Шон Пајфром (2002)
- Награда младих уметника за најбољу породичну телевизијску серију (комедија) — „Риба“ (2005)

## Гледаност
| Сезона | Гледаност у САД | Емитер | Место |
| ------ | --------------- | ------ | ----- |
| 1.     | 4,2 милиона     |        | 129.  |
| 2.     | 4,48 милиона    |        | 127.  |
| 3.     | 4 милиона       |        |       |
| 4.     | 4,3 милиона     |        | 117.  |
| 5.     | 3,4 милиона     |        | 133.  |
| 6.     | 3,6 милиона     |        |       |

## издања
- Риба — цела прва сезона (14. децембар 2004)
- Риба — цела друга сезона (13. децембар 2005)
- Риба — цела трећа сезона (25. април 2006)
- Риба — цела четврта сезона (14. новембар 2006)
- Риба — цела пета сезона (13. јануар 2009)